# Korona Sudetów Niemieckich
Korona Sudetów Niemieckich – 6 najwyższych szczytów i wzniesień w niemieckiej części Sudetów, po jednym z każdego pasma.
W 2011 Komisja Turystyki Górskiej Oddziału Ziemi Wałbrzyskiej PTTK ustanowiła Odznakę Turystyczną „Zdobywca Korony Sudetów Niemieckich”. Celem odznaki jest zachęcenie do poznania gór, uprawiania turystyki i krajoznawstwa górskiego na terenie Sudetów Niemieckich. Aby zdobyć tytuł i odznakę Zdobywcy Korony Sudetów Niemieckich należy zdobyć wszystkie najwyższe szczyty pasm w Sudetach Niemieckich, w dowolnie wybranej kolejności, podczas pieszych wędrówek i potwierdzić ten fakt w książeczce lub kronice weryfikacyjnej.

## Lista szczytów
Wykaz szczytów należących do Korony Sudetów Niemieckich:
| Szczyty Korony Sudetów Niemieckich | Szczyty Korony Sudetów Niemieckich  | Szczyty Korony Sudetów Niemieckich | Szczyty Korony Sudetów Niemieckich                                            | Szczyty Korony Sudetów Niemieckich | Szczyty Korony Sudetów Niemieckich |
| Lp.                                | Nr podz. fizycznogeogr. Makroregion | Nr podz. fizycznogeogr.            | Mezoregion                                                                    | Najwyższy szczyt                   | Wysokość m n.p.m.                  |
| ---------------------------------- | ----------------------------------- | ---------------------------------- | ----------------------------------------------------------------------------- | ---------------------------------- | ---------------------------------- |
| 1                                  | 332.2 Pogórze Zachodniosudeckie     | 332.21                             | Pogórze Zachodniołużyckie (niem. Westlausitzer Vorberge (Hügel und Bergland)) | Hochstein                          | 449                                |
| 2                                  | 332.2 Pogórze Zachodniosudeckie     | 332.22                             | Płaskowyż Budziszyński (niem. Lausitzer Gefilde (Oberlausitzer Gefilde))      | Rotstein                           | 445                                |
| 3                                  | 332.2 Pogórze Zachodniosudeckie     | 332.23                             | Pogórze Wschodniołużyckie (niem. Ostlausitzer Vorberge)                       | Spitzberg                          | 510                                |
| 4                                  | 332.2 Pogórze Zachodniosudeckie     | 332.24                             | Góry Łużyckie (niem. Lausitzer Bergland)                                      | Valtenberg                         | 587                                |
| 5                                  | 332.2 Pogórze Zachodniosudeckie     | 332.25                             | Obniżenie Żytawsko-Zgorzeleckie (niem. Östlische Oberlausitz)                 | Breiteberg                         | 510                                |
| 6                                  | 332.3 Sudety Zachodnie              | 332.31                             | Góry Żytawskie (niem. Zittauer Gebirge (Lausitzer Gebirge))                   | Luž (niem. Lausche)                | 793                                |